# Чамыян, Дженни Максимовна
Чамыян Дженни Максимовна (1984 год) - паралимпийская чемпионка по индивидуальному виду спорта — дзюдо, Заслуженный мастер спорта России, спортсмен-инструктор Центра спортивной подготовки сборных команд Республики Тыва, пятикратная чемпионка России, серебряный призёр чемпионата Мира, двукратный серебряный призёр чемпионата Европы.

## Биография
Чамыян Дженни Максимовна родилась 10 ноября 1984 года в селе Эрзин Эрзинского района Тувинской АССР вторым ребенком. Оглохла, когда ей был год – в результате осложнения после перенесенного отита. В 1988 году, когда ей было 4 года, сурдологами детского сурдологического  центра Москвы было определено, что слух Дженни лечению не подлежит. В 1991 году семья Чамыянов, продав дом и хозяйство, переехала в Кызыл вслед за Дженни, которая в семь лет начала учиться в специальной коррекционной школе-интернате первого вида для неслышащих детей. Дженни на уроках физкультуры в школе начала заниматься национальной борьбой – хурешем. В дни декады инвалидов в Кызыле она  постоянно принимала участие в чемпионатах по армрестлингу и побеждала: сегодня она является многократным чемпионом республики по армрестлингу среди женщин. В 2002 г, окончив школу, начала серьезно заниматься у тренера по сумо Республиканской школы высшего спортивного мастерства имени Ивана Ярыгина Адара Начыновича Куулара. 

## Достижения
- Чемпионат России - III место (2003)
- Первенство России по сумо среди молодежи до 21 года - II место (2004)
- Чемпионат мира по дзюдо среди глухих спортсменов - III место (Москва, Россия, 2007)
- Чемпионат России по дзюдо среди инвалидов по слуху - II место (Зеленоград, Россия, 2007)
- XIII мировой чемпионат по боевым искусствам среди инвалидов по слуху - II место (Тулуза, Франция, 2008)
- Кубок  России по дзюдо среди мужчин и женщин, инвалидов по слуху - II место (2008)
- Кубок России по дзюдо среди инвалидов по слуху - II место (Москва, Россия, 2009)
- Кубок России среди инвалидов по слуху - I место (Зеленогорск, Россия, 2010)
- Республиканский чемпионат по вольной борьбе среди женщин на призы председателя правительства Тувы - I место (Кызыл, Республика Тыва, 2010)
- Чемпионат России по дзюдо среди инвалидов по слуху - II место (Зеленоград, Россия, 2012)
- XIV чемпионат мира по боевым искусствам среди инвалидов по слуху - II место (Венесуела, 2012)
- чемпионат России по дзюдо среди инвалидов по слуху -  I место (Зеленоград, Россия, 2013)
- XXII Сурдлимпийские игры - II место  (София, Болгария, 2013)[2]
- Чемпионат России по дзюдо среди инвалидов по слуху - I место (Зеленоград, Россия, 2015)
- XXIII  Сурдлимпийские игры  - I место (Самсун, Турция, 2017)[3]
- Заслуженный мастер спорта России (2018)[4]